# Nolina parviflora
Nolina parviflora ist eine Pflanzenart der Gattung Nolina in der Familie der Spargelgewächse (Asparagaceae). Englische Trivialnamen sind „Beargrass Tree Nolina“ und „Small Flowered Beargrass Tree“.

## Beschreibung
Nolina parviflora ist baumförmig mit Wuchshöhen von 2 bis 5 m. Sie formt in der oberen Hälfte Rosetten. Die variablen, steifen, hellgrünen Laubblätter sind 30 bis 60 cm lang und 15 bis 25 mm breit. Die Blattränder sind fein gezähnt.
Der Blütenstand wird 0,8 bis 1,2 m hoch mit zahlreichen kurzen variablen, Verzweigungen. Die weißen bis cremefarbenen Blüten sind 1,5 mm lang und im Durchmesser. Die Blühperiode reicht von April bis Juni.
Die in der Reife holzigen runden Kapselfrüchte sind 8 bis 12 mm lang und im Durchmesser. Die braunen, kugelförmigen bis länglichen Samen sind 3 bis 4 mm im Durchmesser.
Nolina parviflora ist bis minus 10 °C frosthart. Sie ist kaum bekannt.

## Verbreitung und Systematik
Nolina parviflora ist selten in Mexiko in Querétaro, Zacatecas und Veracruz in Höhenlagen von 2000 bis 3000 m verbreitet. Sie ist mit Yucca periculosa und Dasylirion acrotriche vergesellschaftet.
Nolina parviflora ist Mitglied der Sektion Arborescentes. Charakteristisch sind die schmalen Blütenstände mit den dichten, kurzen Verzweigungen und den zahlreichen Blüten im Gegensatz zu Nolina parryi die einen enorm breiten Blütenstand mit unregelmäßigen Verzweigungen entwickelt.
Die Erstbeschreibung als Cordyline parviflora erfolgte 1816 durch Karl Sigismund Kunth. William Botting Hemsley stellte sie 1884 in die Gattung Nolina. Ein Synonyme ist Beaucarnea parviflora (Kunth) Baker .

## Nachweise